# Gergely János (botanikus)
Gergely János (Torockószentgyörgy, 1928. március 11. – Torockószentgyörgy, 1989. június 11.) magyar botanikus, természettudományi szakíró, egyetemi oktató.

## Életútja
Kolozsvárt járt középiskolába, a Bolyai Tudományegyetemen szerzett biológia–földrajz szakos tanári oklevelet (1954). Előbb a Bolyai Tudományegyetem gyakornoka, 1957 után az egyetemi Botanikus Kert tudományos munkatársa, ill. főmunkatársa, 1978-tól egyetemi előadótanár (docens) is (magasabb rendű növények kurzusa magyar nyelven). Doktori dolgozatát a Bedellő és Maros közötti térség növényzetéről 1984-ben Bukarestben védte meg.
A növénytársulástan és a növényrendszertan körébe vágó dolgozatai román nyelven jelentek meg. Főmunkatársa és főszerkesztő-helyettese a Contribuţii Botanice című folyóiratnak, a Schedae ad "floram Romaniae Exsiccatam" című időszaki kiadványnak, a Botanikus Kert magkatalógusának és az egyetem herbáriumának, melyet több ezer lappal gazdagított. Ismeretterjesztő előadásait magyar és román nyelven a kolozsvári rádió és a Brassai Sámuel Líceum évkönyve (1970), cikkeit az Igazság, szaktanulmányait a Contribuţii Botanice, Studii şi Cercetări Biologice – Cluj, Studia Universitatis Babeş–Bolyai Seria Biologia, továbbá bukaresti és megyei múzeumi kiadványok közölték. Magyarra fordította Iuliu Prodan és Alexandru Buia A Román Népköztársaság flórájának kis határozója című munkáját (Pázmány Dénessel, 1960), munkatársa volt a Flora R. S. România XII. kötetének, valamint a Kovászna megye gyógynövényei című kötetnek (Sepsiszentgyörgy, 1973).